# قاسم‌آباد سفلی (فسا)
قاسم‌آباد سفلی روستایی در دهستان قره‌بلاغ بخش ششده و قره بلاغ شهرستان فسا استان فارس ایران است.
مردمان این روستا از تبار عشایر ترک زبان می‌باشند. 
شغل بیشتر مردمان کشاورزی و دامداری است.
زمین‌های کشاورزی مرغوب و دشت حاصلخیز باعث رونق هر چه بیشتر کشاورزی شده؛ که می‌توان به محصولاتی همچون #گندم #جو #ذرت #یونجه #باقلا #بادمجان #گوجه فرنگی #هندوانه #انار #هلو #انگور_یاقوتی #نخود‌ فرنگی #سیب‌ زمینی و #پنبه اشاره کرد.
در چند سال اخیر کاشت بادام‌زمینی هم موفقیت آمیز بوده است.
طبیعت زیبا و سرسبزی چهار فصل‌ از ویژگی‌های بارز این دشت می‌باشد.
آنچه باعث ترغیب گردشگران برای معرفی این منطقه به دیگران شده مهمان نوازی و خونگرمی مردمان این خطه می‌باشد.

## جمعیت
بر پایه سرشماری عمومی نفوس و مسکن در سال ۱۳۹۵ جمعیت این روستا ۱٬۷۴۵ نفر (۵۵۵خانوار) بوده‌است.